# ストラスブール包囲戦
ストラスブール包囲戦（独：Belagerung von Straßburg, 仏：Siège de Strasbourg）は、普仏戦争における戦いの一つで、バーデン大公国・ヴュルテンベルク王国とフランス帝国によって行われた戦闘を指す。
プロイセン王国側に立って参戦したバーデン・ヴュルテンベルクによるフランス帝国領ストラスブールへの包囲は成功し、フランス軍守備隊1万7000名が投降した。 

## 背景
プロイセン王太子フリードリヒ（のちのフリードリヒ3世）は、プロイセン王国軍・バイエルン王国軍・バーデン大公国軍、ヴュルテンベルク王国軍の4カ国軍を率いていた。フシュヴィレール＝ワシュの戦いでフランス軍を打ち破った後、軍を二手に分ける事にしたフリードリヒ3世は、バーデン大公国軍、ヴュルテンベルク王国軍を配下のアウグスト・カール・フォン・ウェーダー将軍に預けた。フリードリヒ3世はウェーダー将軍に両国の兵士を連れて、ストラスブール要塞を攻め落とすように命じた。アルザス地方に築かれたストラスブール要塞は、フランス軍の国境要塞の中でも強固に作られた要塞の一つとして知られていた。
ウェーダー軍は合計4万人程度のバーデン兵とヴュルテンベルク兵で構成され、両国はストラスブールから見てライン川の対岸に位置している。対する難攻不落の要塞都市に立て篭もった1万7000人のフランス守備兵は、68歳のユリシュ将軍の指揮下にあった。

## 戦闘

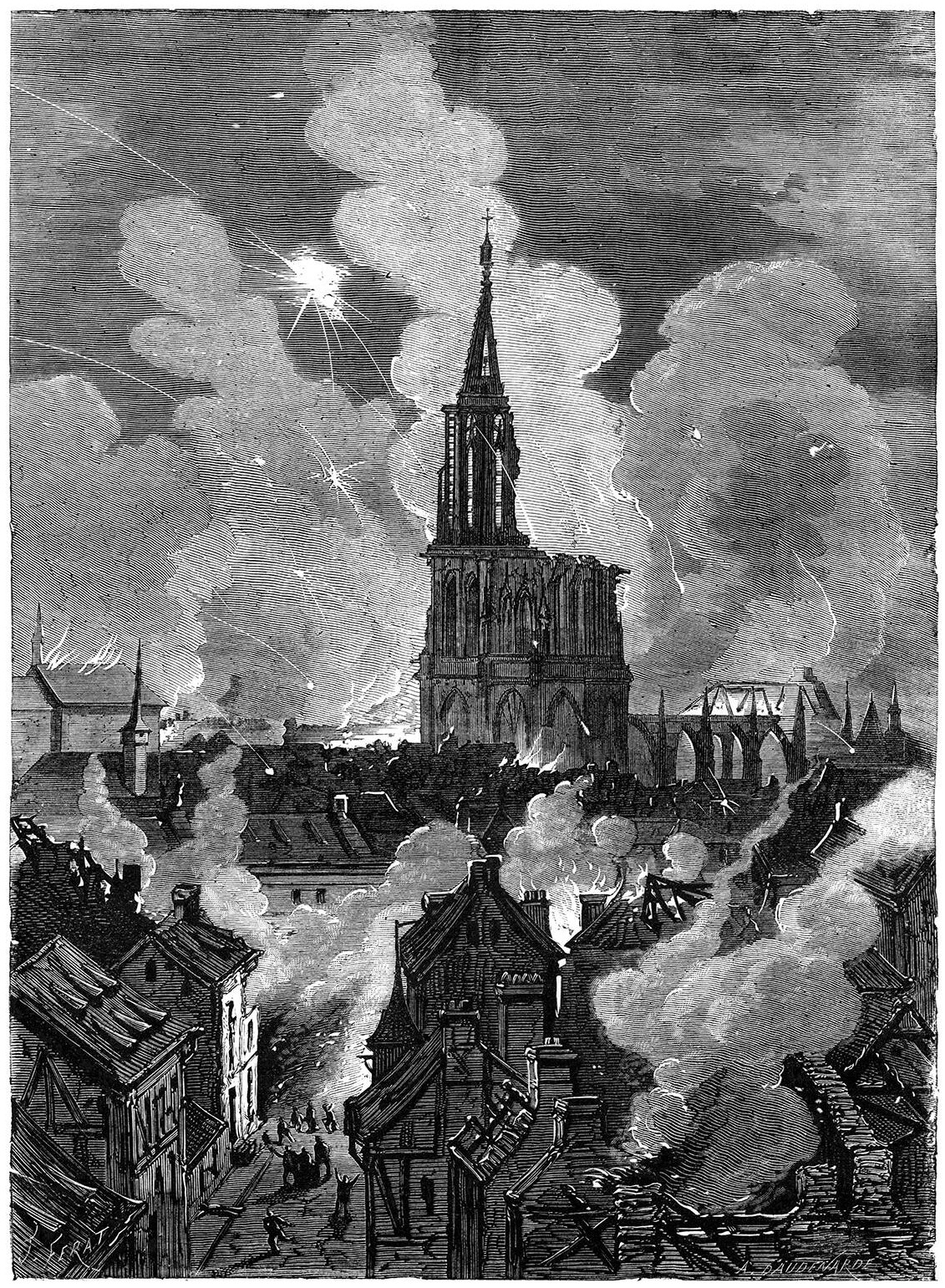
ジュール・フェラ画
（1870年8月24日）

### 砲撃
ウェーダー将軍は同拠点の重要性を理解しており、時間のかかる包囲は除外した。彼は代わりに要塞および住民への砲撃という、降伏へと追い込むより速い行動を決断した。
ウェーダー将軍の都市への砲撃は8月23日に開始され、都市と歴史建造物の多くにかなりの損害を与えた。ストラスブール司教が停戦を乞うためにウェーダーの元を訪れ、住民は砲撃しない間は1日ごとに10万フランをウェーダーに支払うことを提案した。ユリシュ将軍は停戦を拒絶し、そしてまもなくウェーダーは彼が持っている弾薬の量ではこのような砲撃を続ける事が出来ないことを悟った。
8月24日、美術館、旧ドミニコ教会であったゴシック様式の市民図書館が、唯一の中世の筆写本、貴重なルネサンス時代の本、ローマの工芸品と共に焼失した。

### 包囲
ウェーダー将軍は、今度は幾つかの防御施設を目標に選び、都市への砲撃を続けた。各々の要塞が破壊されるにつれ、包囲線は急に都市へと近付いていった。
9月11日、スイスの政府の代表団は非戦闘員を撤退させるために都市に入った。スイスの代表団はスダンの戦いでナポレオン3世とフランス軍が降伏したというニュースを伝えた。それはストラスブールに救援は来ないことを意味していた。
9月19日、残っている住民達がユリシュ将軍に降伏を懇願したが、いまだ防衛は可能だと信じていたユリシュはこれを拒否した。しかし同日ウェーダー将軍が弱体化した要塞に攻撃を仕掛け、要塞の一部を占領した。この事件はユリシュに防衛の可能性について再考を促す原因となった。9月27日にユリシュはウェーダーと交渉を開始し、翌日に都市は降伏した。

## その後
ストラスブール要塞の陥落によって、ウェーダー軍は北東部フランスでのさらなる軍事行動が可能になった。ウェーダーは続いてベルフォールに対して動き、ベルフォールは11月に包囲された。

## 資料
- Howard, Michael The Franco-Prussian War New York, 1962